# Ellen Poulsen
'Ellen Poulsen' est un cultivar de rosier polyantha obtenu en 1911, par la maison danoise Poulsen, et mis au commerce en Allemagne par ViktorTeschendorff de Dresde. Il est issu d'un croisement 'Madame Norbert Levavasseur' (Levavasseur, 1904) x 'Dorothy Perkins' (Jackson & Perkins, 1901) et c'est un des premiers polyanthas d'importance historique. Il doit son nom à la fille de Svend Poulsen et nièce de Dines Poulsen. Il ne doit pas être confondu avec 'Else Poulsen' (Poulsen, 1924).

## Description
Ce rosier nain, touffu et compact, peut atteindre 60 cm de hauteur présentant un feuillage vert sombre et luisant. Ses boutons sont d'abord rouge cerise. Ses fleurs pleines (26-40 pétales) et moyennes arborent rapidement une délicate couleur rose nuancée de cerise et pouvant avoir des reflets jaunes au cœur. Comme tous les polyanthas, elles sont peu parfumées ; mais ce rosier est extrêmement florifère, grâce à son parentage d'excellence, et sa remontée de fin d'été est abondante. Il fleurit aussi sporadiquement en automne.
Outre ses qualités florifères, il est très résistant aux maladies fongiques et supporte les hivers très froids.
Ce rosier figure toujours en bonne place dans les catalogues internationaux. Il éclaire avec bonheur le premier plan des bordures et se prête à la culture en pot et à la fleur coupée.
On peut l'admirer à la roseraie du Val-de-Marne, près de Paris.

## Descendance
- Un sport d' 'Ellen Poulsen' est découvert en Allemagne en 1921 par Münch & Hause, aux fleurs blanches. Il est baptisé 'Frau Hedwig Koschel' (ou 'White Ellen Poulsen' dans les pays anglophones).
- Un sport de couleur rouge foncé est découvert en 1921 par Van Kleef, baptisé 'Lady Reading'.
- Un autre sport est découvert en 1928 par Svend Poulsen tirant sur le rouge ; il est baptisé 'Ellen Poulsen Mörk'.